# Bagtyýarlyk (Erdgaskonzession)
Bagtyýarlyk ist ein großes Konzessionsgebiet für Erdgasförderung in der Provinz Lebap welaýaty von Turkmenistan. Es besteht aus mehreren Teilen um Sagkenar, auf dem rechten Ufer des Amudarja, und umfasst die Gasfelder Saman-Depe und Altyn Asyr. Das Konzessionsgebiet wird als Production Sharing Agreement (PSA)-Territorium ausgebeutet.

## Name
Der turkmenische Name „Bagtyýarlyk“ bedeutet wörtlich übersetzt Glück.

## Geschichte
Das Gasfeld wurde in den 1980er Jahren entdeckt.
Die Fördervereinbarungen für einen Zeitraum von 30 Jahren wurden im Juli 2007 zwischen der Turkmen Presidential State Agency for Supervising the Use of Oil and Gas Resources (Gossudarstwennym agentstwom po uprawleniju i ispolsowaniju uglewodorodnych ressursow pri Presidente Turkmenistana, russisch Государственным агентством по управлению и использованию углеводородных ресурсов при Президенте Туркменистана, wiss. Gosudarstvennym agentstvom po upravleniju i ispol'zovaniju uglevodorodnych resursov pri Prezidente Turkmenistana) und der China National Petroleum Corporation (CNPC) in Beijing, China, unterzeichnet. Eine jährliche Produktion von 17 miard. m³ Gas aus den neu erschlossenen Feldern in Bagtyyarlyk soll zusammen mit 13 miard. m³ aus Saman-Depe und Altyn Asyr in die Turkmenistan-China Gas Pipeline eingespeist werden, welche im Dezember 2009 begonnen wurde. Die geschätzten Gesamtinvestitionen in Bagtyyarlyk durch CNPC belaufen sich auf $1.5 Milliarden.

## Vorkommen
Die Gas-Reserven in Bagtyyarlyk werden auf 1.3 Billionen m³ geschätzt.